# Darbu
Darbu is een plaats in de Noorse gemeente Øvre Eiker, provincie Buskerud. Darbu telt 468 inwoners (2007) en heeft een oppervlakte van 0,67 km².